# Velvyslanec Spojených států amerických v Československu

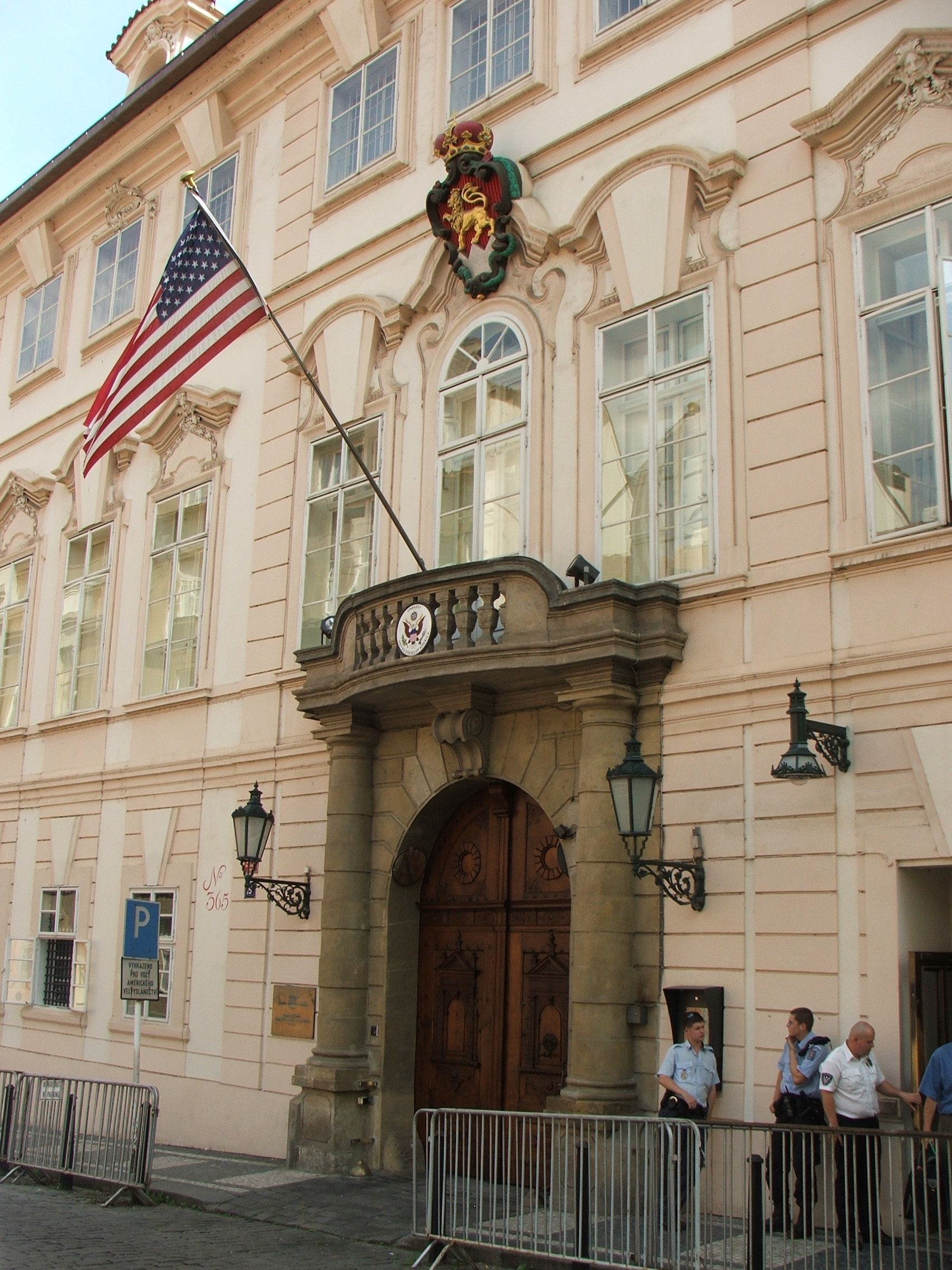
Schönborský palác v Praze na Malé Straně, velvyslanectví USA v Česku, respektive Československu.

Velvyslanec Spojených států amerických v Československu představoval zástupce vlády a občanů Spojených států v Praze.
Američané udržovali diplomatické styky s Československem od jeho vzniku až do jeho zániku. Vzájemné styky nebyly přerušeny ani během druhé světové války, kdy velvyslanci USA působili při československé exilové vládě prezidenta Edvarda Beneše.

## Seznam velvyslanců

### První a druhá československá republika
- Richard Crane (11. června 1919 – 5. prosince 1921)
- Lewis Einstein
- Abraham C. Ratshesky
- Francis White
- J. Butler Wright
- Wilbur J. Carr

### Třetí československá republika a ČSSR
- Laurence A. Steinhardt
- Joseph E. Jacobs
- Ellis O. Briggs
- George Wadsworth
- U. Alexis Johnson
- John M. Allison
- Christian M. Ravnda
- Edward T. Wailes
- Outerbridge Horsey
- Jacob D. Beam
- Malcolm Toon
- Albert W. Sherer
- Thomas R. Byrne
- Francis J. Meehan
- Jack F. Matlock
- William H. Luers
- Julian Martin Niemczyk
- Shirley Temple-Blacková
- Adrian A. Basora